# Sapromyza macrochaeta
Sapromyza macrochaeta är en tvåvingeart som beskrevs av Shatalkin 1999. Sapromyza macrochaeta ingår i släktet Sapromyza och familjen lövflugor.
Artens utbredningsområde är Uzbekistan. Inga underarter finns listade i Catalogue of Life.